# تاریخ یهودیان در ژاپن
تاریخ یهودیان در ژاپن در دوران امروزی با سنت‌های مختلف مربوط به دوران‌های بسیار قدیمی به خوبی مستند شده است و به سده ۱۶ام برمی‌گردد.

## وضعیت یهودیان در ژاپن
یهودیان و فرهنگشان یکی از کوچک ترین اقلیت‌های قومی و دینی در ژاپن هستند. جمعیت کنونی یهودیان از ۳۰۰  تا ۲٬۰۰۰ نفر یا بین ۰.۰۰۱۶ تا ۰٫۰۰۰۲ درصد جمعیت کلی ژاپن تخمین زده می‌شود.تقریباً اکثر یهودیان شهروند ژاپن هستند.

## تاریخ یهود در ژاپن

### اولین سکونتگاه‌های یهودی در ژاپن
در سال ۱۵۷۲، یهودیان اسپانیایی و ناپلی که برای فرار کردن به مسیحیت گرویده بودند، با کشتی‌های دزدیده شده از پرتغال به ناگاساکی رسیدند. زمانی که در ناگازاکی بودند، بسیاری به یهودیت باز گشتند و حتی نام‌های خانوادگی قدیمیشان را بازپس گرفتند.
در سال ۱۵۸۶، این جامعه که حداقل شامل ۳ خاندان می‌شد به دست نیروهای شیمازو آواره شدند. یهودیان ستسو برخی از آن‌ها را به جامعه خود جذب کردند، درحالی که اقلیتی کشته یا گم شدند.

### سکونتگاه‌های یهودی در ژاپن ادو
میان سال های ۱۸۴۸ و ۱۸۵۴، برنارد جان بتلهم، یک فیزیکدان انگلیسی یهودی همراه با خانواده اش به شهر ناها در استان ساتوسما مهاجرت کرد.
در سال ۱۸۶۱ پناهنده های کشتار از لهستان و روسیه به بندر ناگاساکی فرار کردند، آنها پس از یهودیانی که در سال ۱۵۸۴ به ناگاساکی آمدند اولین یهودیان بودند.
در سال ۱۸۶۷، در یک هفته جامعه یهودی در ستسو به مرض انقراض کشیده شد و پس از بازگردانی میجی ناپدید شدند.
همانا که نزدیک به پایان دوران ادو بود و با آمدن متیو سی. پری و بسته شدن عهدنامه کاناگاوا و سیاست انزوای ژاپن به پایان رسید، خانواده‌های یهودی باری دیگر به ژاپن مهاجرت کردند. اولین مهاجرت ثبت شده یهودیان پس از پایان دوران ادو در یوکوهاما در سال ۱۸۶۱ بود. در سال ۱۸۹۵ این جامعه که شامل ۵۰ خانواده بود یک کنیسه ساختند. بخشی از این جامعه پس از زمین‌لرزه بزرگ کانتو در سال ۱۹۲۳ به کوبه مهاجرت کردند.
یک سکونتگاه یهودی دیگر در دهه ۱۸۸۰ در ناگاساکی پس از بازکردن تجارت با اروپایی ساخته شد. این سکونتگاه از سکونتگاهی که در یوکوهاما بود بزرگتر شد و بیشتر از ۱۰۰ خانواده یهودی داشت. این سکونتگاه تا دوران جنگ روسیه و ژاپن در اوایل سده ۲۰ام رشد کرد.
از اواسط دهه ۱۹۲۰ تا دهه ۱۹۵۰ ، جامعه یهودی کوبه بزرگترین جامعه یهودی در ژاپن بود که توسط یهودیان از شهر هاربین در روسیه ، خاورمیانه (بیشتر از عراق و سوریه ) ، اروپای مرکزی و شرق اروپا ساخته شده بود. این شهر دو کنیسه اشکنازی و سفاردی داشت. در این دوران ، جامعه یهودی توکیو با مهاجرت یهودیان از ایالات متحده آمریکا ، اروپای غربی و روسیه آرام آرام در حال رشد بود.

### یهودیان در امپراتوری ژاپن
در سال ۱۹۰۵ با پایان جنگ روسیه و ژاپن، جامعه یهودی در ناگاساکی منقرض شد اما رد همان زمان جامعه یهودی عراقی در کوبه ساخته شد. پس از انقلاب اکتبر ۱۹۱۷ در روسیه ، یهودستیزی در ژاپن به حد بالای رسید و بسیاری یهودیان را مقصر انقلاب می‌دانستند.
برخی از رهبران ژاپنی مانند اینوزوکا کورشیگه (犬塚 惟重) ، یاسوئه نورهیرو (安江 仙弘) و یوشیسوکه آیکاوا (鮎川 義介) به این باور رسیدند که می‌توان قدرت سیاسی و اقتصادی یهودیان را از طریق مهاجرت یهودیان آمریکا ،ژاپن می‌تواند به دست بگیرد. هرچند که برنامه هایی برای جذب مهاجران و سرمایه گذاری یهودی ساخته شده بودند، اما حکومت ژاپن قصد مداخله کردن روابطش با آلمان نازی را نداشت. سرانجام این برنامه ها در دست سرمایه گذاران یهودی افتاد و برنامه که قصدش جذب جمعیت یهودی و سودآوری طولانی مدت بود شکست خورد. در سال ۱۹۳۷ ، ژاپن به چین حمله کرد و سفیر ژاپن در فرانسه به ژاپنی های حاکم گفت که "پلوتوکرات های یهودی انگلیسی ، آمریکایی و فرانسوی" مخالف حمله بودند. 
در ۶ دسامبر ۱۹۳۸، پنج نفر از شورای ریاستی ژاپن یعنی نخست وزیر فومیمارو کونوئه ، وزارت جنگ ژاپن ایتاگاکی سیشیرو ، وزارت نیروی دریایی یونای میتسوماسا ، وزارت امور خارجه هاچیرو آریتا و وزارت دارایی ایکدا شیگه‌آکی ، تصمیم به جلوگیری از تبعید یهودیان از ژاپن کردند.
با این وجود یهودستیزی همچنان در برخی از نقاط توکیو در حال رشد بود.
در دوران جنگ جهانی دوم، ژاپن برای برخی از مردم به عنوان یک جایگاه امن برای فرار از هولوکاست شناخته شده بود ، هرچند که ژاپن متحد آلمان و عضوی از نیروهای محور بود. یهودیانی که می‌خواستند از لهستان اشغال شده توسط آلمان فرار کنند به خاطر بسته شدن مرز شوروی و دریای مدیترانه مجبور بودند از کشور بی طرف لیتوانی بگذرند. آن‌هایی که رسیدند (حدود ۵٬۰۰۰ نفر) به هند غربی هلند فرستاده شدند. کنسولگر ژاپن ، سوگیهارا چیئونه برای پناهجویان یهودی ویزای ژاپنی را در لیتوانی صادر کرد. او دستورهایی که داشت را پایمال کرد و به پناهجویان اجازه ورود به ژاپن را داد. او با این کار شغل خود را در خطر انداخت و بیش از ۶٬۰۰۰ نفر نجات پیدا کردند.

## یهودیان و یهودیت در ژاپن امروز
پس از جنگ جهانی دوم ، بسیاری از یهودیانی که در ژاپن بودند ، به اسرائیل مهاجرت کردند و برخی از آنهایی که ماندند با ژاپنی ها ازدواج کردند و به فرهنگ محلی جذب شدند.
هم اکنون، صدها خانواده یهودی در توکیو زندگی می‌کنند و تعدادی روستای یهودی نزدیک کوبه نیز زندگی می کنند.